# Apenthecia litongi
Apenthecia litongi är en tvåvingeart som beskrevs av Cao och Chen 2008. Apenthecia litongi ingår i släktet Apenthecia och familjen daggflugor. Inga underarter finns listade i Catalogue of Life.